# Andics Erzsébet
Andics Erzsébet (asszonynevén Berei Andorné, álnevén A. E.) (Budapest, 1902. június 22. – Budapest, 1986. április 2.) szovjet–magyar történész, kommunista politikus, egyetemi tanár, a Magyar Tudományos Akadémia rendes tagja. 1949-től 1958-ig a Magyar Történelmi Társulat elnöke. Berei Andor felesége, Farkas Vladimir anyósa, Karikás Frigyes sógornője.

## Élete
Apja Andics Dávid, anyja Reichard Erzsébet volt. Családja viszonylagos biztonságban élt, amíg apját be nem hívták frontszolgálatra. A háború miatt teljesen elszegényedtek, egy Ó utcai udvari lakásba voltak kénytelenek költözni. 1918-ban belépett a kommunista pártba. A Magyarországi Tanácsköztársaság bukása után Bécsbe emigrált. Az emigránsmozgalom mellett beiratkozott a Bécsi Egyetem történelem szakára, ahol 1920–21 között tanult. 1921-ben illegális pártmunkára Budapestre küldték, ahol letartóztatták és 15 évi fegyházra ítélték. 1922-ben a fogolycsere-egyezmény keretében a Szovjet-Oroszországba került, ahol folytatni tudta félbehagyott tanulmányait, 1922–23 között Moszkvában tanult történelmet. 1922-től szovjet állampolgár. 1928-tól tudományos kutatóként dolgozott, 1930-tól főiskolákon tanított, 1937–1941 között a Moszkvai Állami Egyetem tanára volt. 1940-ben kandidátusi fokozatot szerzett. 1943–1944-ben ő vezette a krasznogorszki antifasiszta iskolát.
1945 januárjában tért vissza Magyarországra és Pécs küldöttjeként tagja lett az Ideiglenes Nemzetgyűlésnek. Az 1945-ös és az 1947-es választásokon mindkétszer a Magyar Kommunista Párt országos listájáról jutott be a parlamentbe, aminek 1957-ig tagja maradt (ekkor megfosztották mandátumától). 1948–50 között a budapesti közgazdaság-tudományi egyetemen tanított. 1949-ben Kossuth-díjat kapott és még ugyanebben az évben a Magyar Tudományos Akadémia levelező, 1950-ben pedig rendes tagja lett, Mód Aladárral együtt a történettudományban az ő szava döntött. Ekkortájt írott történelmi munkáit – mint A nagybirtokos arisztokrácia ellenforradalmi szerepe 1848–1849-ben – a források figyelmen kívül hagyása és a nyílt politizálás jellemezte, melyeket joggal tarthatunk történelemhamisításnak.
1946–1953 között az MDP Pártfőiskoláján dolgozott, 1953–1954-ben az oktatásügyi miniszter első helyettese volt, 1954–1956 között az MDP KV Kulturális Osztályának vezetője lett. 1956. október 28-án férjével, Berei Andorral és más politikusokkal együtt Moszkvába vitték. Andics és Berei november 5-én visszaérkeztek Szolnokra, ahol a Magyar Forradalmi Munkás-Paraszt Kormány (első Kádár-kormány) tájékoztatási csoportjának vezetőiként a Szabad Nép-et szerkesztették. 1956. november 16-án Berei Andorral együtt újfent a Szovjetunióba emigráltak, ahonnét 1958 áprilisában települtek haza. Távollétük alatt, 1957-ben ugyan felvették őket az MDP-ből lett MSZMP-be, de az első Kádár-kormány a bukott rákosisták közé sorolta őket és (többekkel egyetemben) megfosztotta parlamenti mandátumuktól, illetve minden egyéb közhatalmi állásuktól is, egyúttal pedig a „másodvonalba száműzték” őket. Jelentős politikai, vagy közhivatali tisztséget többé nem kaphattak. A döntés nem volt kihatással szakmai karrierjükre.
Andics 1949–1958 között a Magyar Történelmi Társulat elnöke, 1950–56-ban az Országos Béketanács elnöke volt. 1950-től 1974-ig a Eötvös Loránd Tudományegyetemen volt tanszékvezető. Orosz, német és francia nyelven is publikált.
A Fiumei úti Nemzeti Sírkertben, a nagy munkásmozgalmi parcellában temették el.

## Művei
- Munkásosztály és nemzet (Budapest, 1945)
- Igazságos és igazságtalan háborúk (Budapest, 1945)
- Fasizmus és reakció Magyarországon (Budapest, 1945)
- A Magyar Kommunista Párt nemzeti párt (Budapest, 1946)
- Nemzetiségi kérdés, nemzetiségi politika (Budapest, 1946)
- Ellenforradalom és bethleni konszolidáció (Budapest, 1946)
- Demokrácia és szocializmus 1918–19-ben (Budapest, 1948)
- Az egyházi reakció 1848–49-ben (Budapest, 1949)
- Kossuth harca a reakció ellen (Budapest, 1952)
- A nagybirtokos arisztokrácia ellenforradalmi szerepe 1848–1849-ben I–III (Budapest, 1952–81)
- A magyarországi munkásmozgalom az 1848–1849-es forradalomtól és szabadságharctól az 1917-es Nagy Októberi Szocialista Forradalomig (Budapest, 1954)
- Kossuth harca az árulók és megalkuvók ellen a reformkorban és a forradalom idején (Budapest, 1955)
- A Habsburgok és a forradalmak elleni cári segítség kérdése (Budapest, 1961)
- A Habsburgok és Romanovok szövetsége. Az 1849. évi magyarországi cári intervenció diplomáciai előtörténete; Akadémiai, Bp., 1961
- 1848-1849. Tanulmányok; Kossuth, Bp., 1968
- Metternich és Magyarország (Budapest, 1975, ISBN 963-05-0733-1)

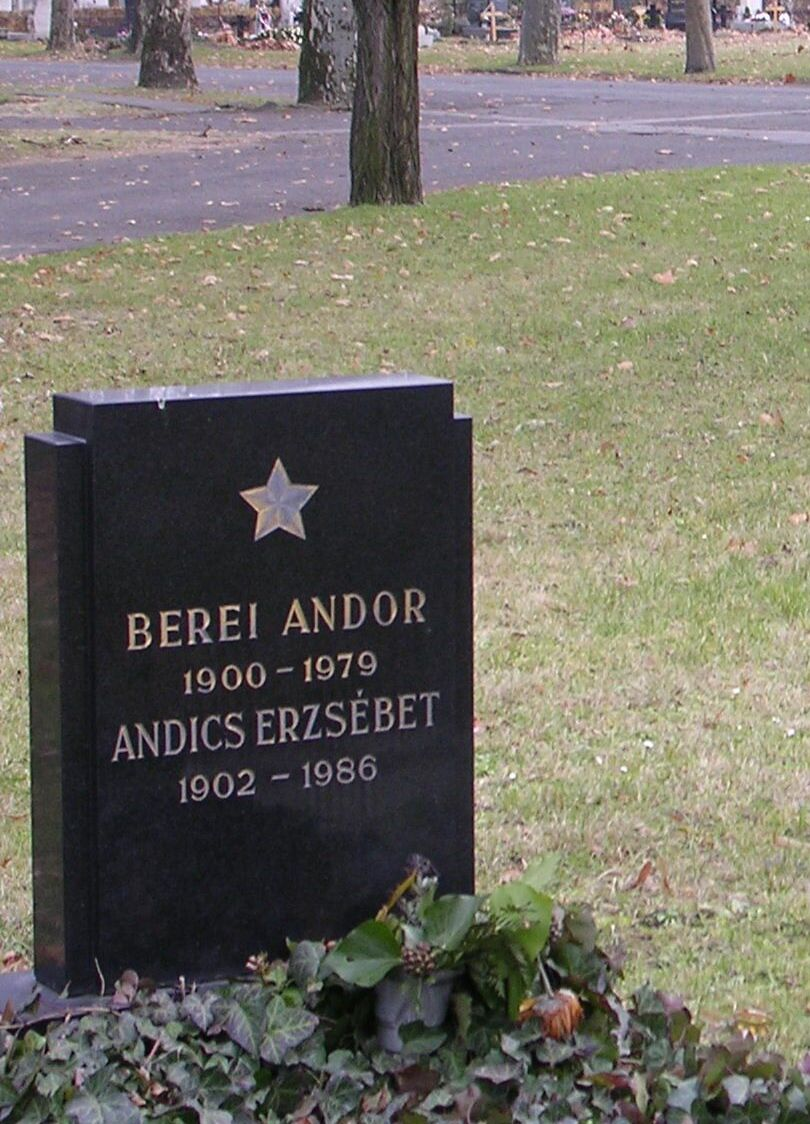
Sírja a Fiumei úti sírkertben (12-1-3)